# SDL - A Batalha Musical
SDL - A Batalha Musical é um filme de comédia romântica brasileiro, produzido pela Pier 66 Films e exibido pela Prime Video. Conta com roteiro de
Bruno Alcântara, Thiago Manzo e Plinio Scambora e direção de Plinio Scambora. O filme estreou em 12 de abril de 2024 no streaming. Conta com atuação de Ananda, Joni, Young Mascka, Lucca Perez, Ana Zimerman, Eluizio Felix e um grande elenco .

## Elenco
- Ananda como Maia Luz
- Eluizio Felix como Seu Verino
- Joni como Kal
- Young Mascka como Dinucci
- Lucca Perez como Cadu
- Ana Zimerman como Milena
- Bruno Alcântara como Enzo
- Flavia Gabe como Isa
- Nathalia Campos como Beth
- Jukanalha como Jukanalha
- Felipe Leal como Douglas
- Vinicius Leal como Dionatam
- Danny Ribeiro	como Dani